# Andre Pool

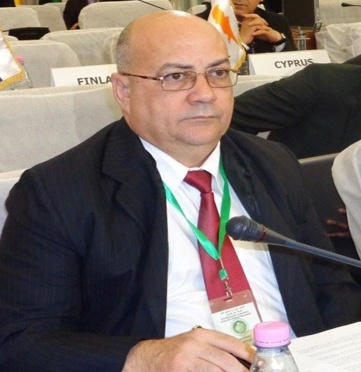
Andre Pool, 2014

Andre Pool (* 23. November 1961) ist ein Politiker der Volkspartei (Parti Lepep) der Seychellen, der ab 2011 stellvertretender Sprecher der Nationalversammlung war.

## Leben
Pool absolvierte nach dem Schulbesuch ein Studium der Sozialwissenschaften und begann seine politische Laufbahn in der damaligen Einheitspartei Seychelles People’s United Party (SPUP), deren Vorsitzender er in Anse Boileau wurde und für die er 1987 erstmals Mitglied der Nationalversammlung wurde. Nach der Rückkehr zum Mehrparteiensystem wurde er für die aus der SPUP hervorgegangenen Fortschrittsfront des seychellischen Volkes bei den Wahlen 1993 im Wahlkreis Anse Boileau wieder zum Mitglied der Nationalversammlung gewählt und bei den Wahlen 1998, 2003 und 2007 wiedergewählt.
Bei den Wahlen im Oktober 2011 wurde Pool über die Parteiliste der nunmehr in Volkspartei (Parti Lepep) umbenannten Fortschrittsfront wieder zum Mitglied der Nationalversammlung gewählt. Zugleich wurde er stellvertretender Sprecher der Nationalversammlung und damit Vertreter von Parlamentspräsident Patrick Herminie. Daneben war er Vorsitzender des Ausschusses für Internationale Angelegenheiten sowie Mitglied des Ausschusses für Reformen und Modernisierung.